# Golgo 13: Kūron no kubi
Golgo 13: Kūron no kubi (jap. ゴルゴ13 九竜の首, ang. Golgo 13: Assignment Kowloon) – japoński film sensacyjny z 1977 roku w reżyserii Yukio Nody, będący drugą adaptacją filmową popularnej mangi Golgo 13. W roli tytułowej wystąpił Sonny Chiba. 

## Opis fabuły
Golgo 13, uznawany za najskuteczniejszego płatnego zabójcę na świecie, przyjmuje zlecenie od międzynarodowego kartelu narkotykowego. Ma udać się do Hongkongu i zlikwidować tamtejszego rezydenta organizacji, który wymknął się spod jej kontroli i zaczyna działać na własną rękę. Na miejscu okazuje się, że Golgo nie jest jedynym zawodowym mordercą pracującym w mieście, a wskazany mu za cel jowialny Chińczyk może być tylko figurantem. Nad rozlewającą się falą przemocy stara się zapanować ambitny oficer z miejscowej policji, który również nie przebiera w środkach. 

## Obsada
- Sonny Chiba – Golgo 13
- Callan Leung – Dirk Chang Smith
- Etsuko Shihomi – Lin Li
- Jerry Ito – Polański
- Yao Lin Chen – Chan
- Emi Shindo – Yip Lin
- Elaine Sung – Kong Laan